# Tamatia à collier
Bucco capensis
Espèce
Statut de conservation UICN

 LC  : Préoccupation mineure
Le Tamatia à collier (Bucco capensis) est une espèce d'oiseau de la famille des Bucconidae.

## Liste des sous-espèces
- Bucco capensis capensis Linnaeus, 1766
- Bucco capensis dugandi Gilliard, 1949